# Dominique Canavèse
Pour les articles homonymes, voir Canavèse.
Dominique Canavèse, né le 6 novembre 1923 à Aix-en-Provence et mort le 28 août 2006 dans la même ville, est un coureur cycliste français professionnel de 1944 à 1954.
Ses frères Antonin Canavèse (1929-2016) et Pierre Canavèse (1922-2011) furent aussi des coureurs cyclistes professionnels.

## Palmarès
- 1949
  - 3e de la course de côte de Sainte-Baume
- 1950
  - Coupe Henri Morand
  - 5e étape du Tour du Sud-Est
  - 9e de Paris-Tours
  - Tour de corse
- 1951
  - Grand Prix d'Espéraza
- 1952
  - 5ea étape du Tour du Sud-Est

## Résultats sur les grands tours

### Tour de France
1 participation
- 1952 : abandon (8e étape)